# Tympanogaster barronensis
Tympanogaster barronensis är en skalbaggsart som beskrevs av Philip D. Perkins 2006. Tympanogaster barronensis ingår i släktet Tympanogaster och familjen vattenbrynsbaggar. Inga underarter finns listade i Catalogue of Life.